# Gaspar Octavio Hernández
Gaspar Octavio Hernández (ur. 4 lipca 1893 w Panamie, zm. 13 listopada 1918 tamże) – panamski poeta, dziennikarz i pisarz.

## Życiorys
Urodził się w dzielnicy Santa Ana w Panamie, we wciąż należącym do Kolumbii departamencie Panamy. Był synem Federico Hernándeza i Manueli Marceliny Solanilly. Ojciec porzucił rodzinę gdy Gaspar był małym dzieckiem, matka zmarła kilka lat później. Formalną edukację zakończył po zaledwie trzech klasach. Jako jedenastolatek stracił również braci, którzy popełnili samobójstwo. 
Jego wczesne życie splotło się silnie z historią Panamy, tak z wojną tysiąca dni jak również z oderwaniem się terytorium od Kolumbii. Jako dziesięciolatek przyszły poeta wziął udział w manifestacji separatystów panamskich, której przewodził generał Domingo Díaz. W życiu dorosłym aktywny politycznie, był radnym dystryktu stołecznego (1914–1916).
Istotna postać środowiska dziennikarskiego młodej republiki, w 1913 założył pismo "Prensa Libre". Związany również z politycznym "La Voz del Pueblo", kierował też stołeczną "La Estrellą de Panamá". W redakcji tej ostatniej zaskoczyła go przedwczesna śmierć, spowodowana gruźlicą.
Jako poeta debiutował wierszem Mármol Sagrado opublikowanym na  łamach pisma "Variedades" w 1909. Jego twórczość, zaliczana do modernizmu, charakteryzuje się dużą muzycznością, przewijają się w niej motywy patriotyczne, miłosne, czasem znaleźć w niej można odwołania do Biblii. Pozostawił choćby Melodías del pasado (1915) i Cristo y la mujer de Sichar (1916) oraz, opublikowane pośmiertnie, La copa de amatista (1923).
Doczekał się dwojga dzieci, syna Octavia Augusta (1916–1975) i córki Armindy (1918–1951).
Panamski Dzień Dziennikarza obchodzony jest w rocznicę śmierci twórcy.